# أندري ألكسندروف
أندري ألكسندروف هو لاعب كرة قدم روسي في مركز حراسة المرمى، ولد في 9 فبراير 1968. لعب مع نادي دينامو سانت بطرسبرغ ‏.